# Ascogaster rufa
Ascogaster rufa är en stekelart som beskrevs av Muesebeck och Walkley 1951. Ascogaster rufa ingår i släktet Ascogaster och familjen bracksteklar. Inga underarter finns listade.